# Сиуатеутла (муниципалитет)
Сиуатеутла (исп. Zihuateutla) — муниципалитет в Мексике, входит в штат Пуэбла. Административный центр также называется Сиуатеутла и имеет 1124 жителя (2010 год).

## История
Город основан в 1895 году.